# Brazo de Escudo-Centauro

Mapa esquemático de la Vía Láctea. El brazo de Escudo-Centauro aparece señalado en color verde.

El brazo de Escudo-Centauro (o brazo de Escudo-Cruz) es un brazo espiral principal. 
En el 2006 se descubrió un vasto cúmulo de estrellas que albergaba 14 supergigantes rojas, recibiendo el nombre de RSGC1. Al año siguiente, en el 2007, se descubrió a unos cien años luz del primero otro cúmulo, el cual contenía unas 50.000 estrellas de reciente formación. Recibió el nombre de RSGC2, y se estima que su edad es de menos de 20 millones de años y que posee 26 supergigantes rojas, siendo el cúmulo conocido con mayor cantidad de este tipo de estrellas.

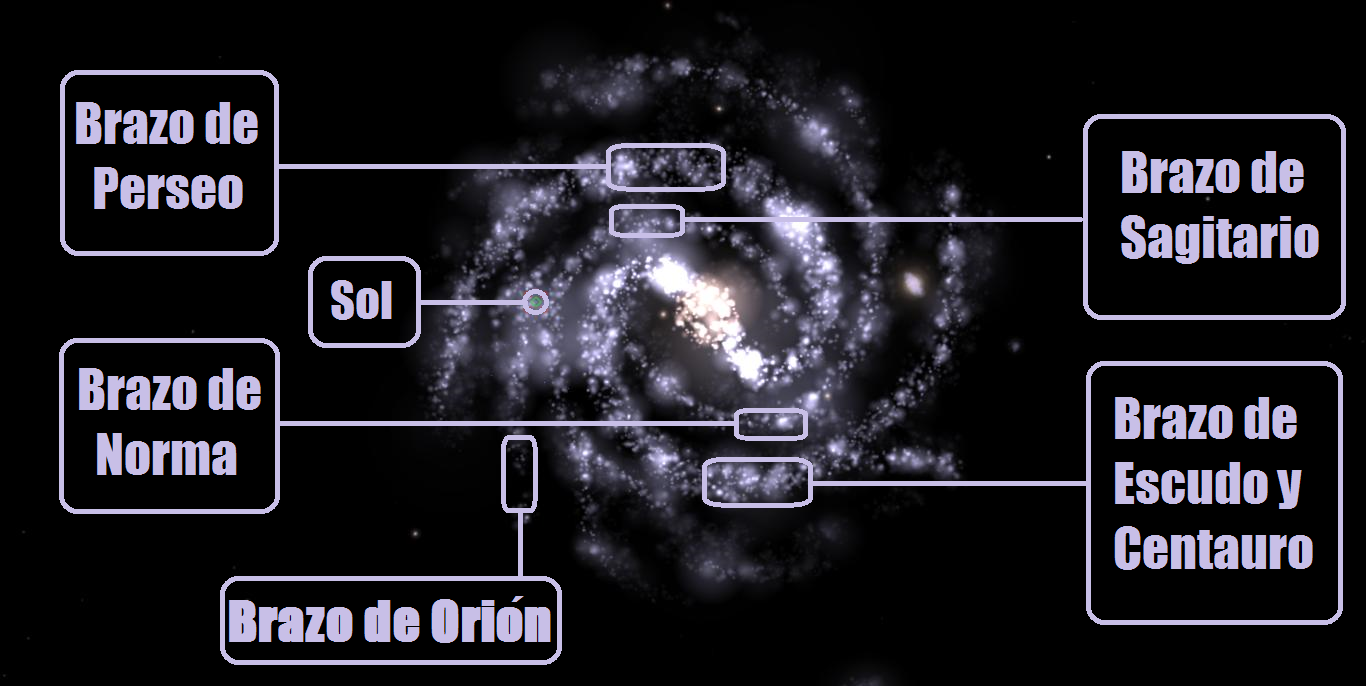
Vía Láctea generada en Celestia.